# 赤の同盟
『赤の同盟』（あかのどうめい 西題：Alianza de sangre 英題：Red Alliance）は、日本のバンド・東京事変による楽曲。2020年8月12日にユニバーサルミュージックより配信限定シングルとして発売された。その後2021年6月9日に発売された6作目のスタジオ・アルバム『音楽』の初回生産限定盤に本作がCDとして付属される。

## 概要
配信と同日に放送開始する日本テレビ系水曜ドラマ『私たちはどうかしている』主題歌となる表題曲「赤の同盟」含む3曲が収録された配信限定シングル。東京事変名義での連続ドラマのタイアップはフジテレビ系ドラマ『木曜劇場・大奥〜華の乱〜』、テレビ朝日系列金曜ナイトドラマ『熱海の捜査官』に続き3度目となる。収録曲のタイトルは全て全角4文字に揃えられている。

## 収録曲
1. 赤の同盟（Alianza de sangre）
日本テレビ系水曜ドラマ『私たちはどうかしている』主題歌[9]。ウスイヒロシ監督によるミュージックビデオが作成されている（ウスイがバンドのミュージック・ビデオを手がけるのは『ADULT VIDEO』以来となる）。
2. 名実共に（Sweetie Reasons）
歌詞は博多弁で作詞された[10]。これはもともと、4月に発売された『ニュース』制作時に、作曲する伊澤一葉から「博多弁で書いてほしい」と言う要望で「あまおういちご」という曲名で作詞し始め、ひと通り書くもボツとなった曲[11]。歌詞にも「あかい・まるい・おおきい・うまい」の頭文字から「あまおう」であることが記されている。
3. 玉座の罠（The Lost Throne）

### 楽曲クレジット
- 全作詞：椎名林檎、全編曲：東京事変

| #         | タイトル     | 作詞      | 作曲     | 時間 |
| --------- | ------------ | --------- | -------- | ---- |
| 1.        | 「赤の同盟」 |           | 伊澤一葉 | 4:09 |
| 2.        | 「名実共に」 |           | 伊澤一葉 | 3:20 |
| 3.        | 「玉座の罠」 |           | 浮雲     | 3:09 |
| 合計時間: | 合計時間:    | 合計時間: | 10:32    |      |

## タイアップ
| 楽曲         | タイアップ                                             | 起用年 |
| ------------ | ------------------------------------------------------ | ------ |
| 「赤の同盟」 | 日本テレビ系水曜ドラマ『私たちはどうかしている』主題歌 | 2020年 |

## テレビ披露
- 赤の同盟
  - 2020年8月14日放送 テレビ朝日『ミュージックステーション』[12]
  - 2020年8月24日放送 TBS『CDTVライブ!ライブ!』[13]
  - 2020年8月26日放送 フジテレビ『2020 FNS歌謡祭 夏』[14]
    - 同番組では、『女の子は誰でも』も披露された。